# Evangelische Kirche Alt Bukow

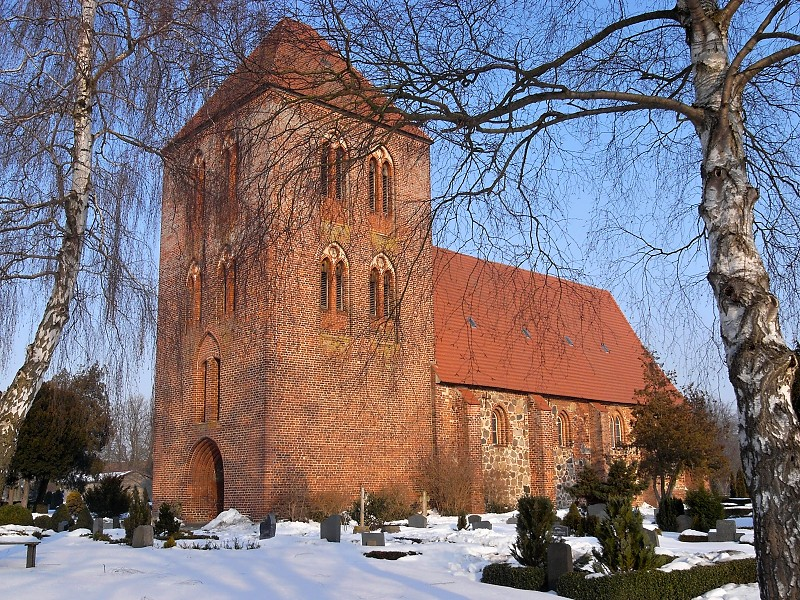
Kirche Alt Bukow

Die Evangelische Kirche ist ein denkmalgeschütztes Kirchengebäude in Alt Bukow im Landkreis Rostock, (Mecklenburg-Vorpommern). Sie gehört zur Kirchengemeinde Alt Bukow in der Propstei Wismar des Evangelisch-Lutherischen Kirchenkreises Mecklenburg der Evangelisch-Lutherischen Kirche in Norddeutschland.

## Geschichte und Architektur
Der kreuzrippengewölbte Backsteinbau von vier Jochen mit einem östlichen 3/8-Schluss wurde im 15. Jahrhundert errichtet. In den zwei westlichen Jochen sind Feldsteinmauern mit kleinen Spitzbogenfenstern von einem älteren Bau erhalten. Die Wände der östlichen, durch einen rundbogigen Gurt abgesetzten Joche sind durch zwei- und dreigeteilte Fenster gegliedert. Der mächtige quadratische Turm steht an der Westseite, er ist so breit wie das Schiff. Beide Turmobergeschosse sind durch spitzbogige Blenden und Schallöffnungen gegliedert. Das Spitzbogenportal an der Westseite ist reich profiliert. Die neugotische Nordvorhalle wurde in der zweiten Hälfte des 19. Jahrhunderts angebaut. In derselben Zeit wurden wohl die Strebepfeiler erneuert. Das Ostfenster wurde um 1960 von Lothar Mannewitz angefertigt, es zeigt den auferstandenen Christus. Im Innenraum ruhen Kreuzrippengewölbe über Konsolen. Die Wandmalereien vom 15. Jahrhundert zeigen Adam und Eva.

## Ausstattung
- Die Kreuzigungsgruppe im Schrein des kleinen Flügelaltares wurde im späten 15. Jahrhundert geschaffen. Die Bemalung der Flügel mit den beiden Heiligen Johannes Evangelist und Johannes der Täufer, die Predella und der Dreiecksgiebel sind aus der Zeit um 1622.
- Das ehemalige Altarbild stellt eine Kreuzigungsszene dar. Es wurde 1869 von Friedrich Lange gemalt und ist signiert.
- Die Orgel wurde 1880 (I/P/8) von Friedrich Friese III eingebaut. 2000 erfolgte Generalreparatur durch Orgelbauer Arnold aus Plau.
- Die Kanzel, die Westempore, der Taufständer und das Laiengestühl wurden in der Mitte des 19. Jahrhunderts angefertigt.
- Die Kreuzigungsgruppe wurde 1869 von Friedrich Lange geschaffen.
- Zwei Gemälde vom 17. Jahrhundert zeigen Darstellungen der Beweinung und der Anbetung der drei Könige.
- Die Kabinettscheibe von 1665 zeigt ein Wappen.
- Das Leuchterpaar aus Zinn wurde 1745 gegossen.

## Gemeinde
Zur Evangelisch-Lutherischen Kirchengemeinde Alt Bukow mit ca. 300 Gemeindegliedern gehören die Ortsteile Alt Bukow, Bantow, Clausdorf, Klein Strömkendorf, Lischow, Nantrow, Neu Nantrow, Pepelow, Questin, Teschow und Vogelsang. Die Kirchengemeinde Alt Bukow wird gemeinsam mit den Kirchengemeinden Kirch Mulsow und Westenbrügge von dem Pastor der Stadtkirche Neubukow betreut.